# Sanfrecce Hiroshima
Sanfrecce Hiroshima är ett fotbollslag från Hiroshima, Japan. Laget spelar för närvarande (2020) i den högsta proffsligan J1 League.

## Titlar
- J-League 1st stage championship: 1994
- J1: 2012, 2013, 2015
- Japanska Supercupen: 2008, 2013, 2014

## Placering tidigare säsonger
| År   | Liga | M  | Po  | V  | O  | F  | Pl      | Notering                      |
| ---- | ---- | -- | --- | -- | -- | -- | ------- | ----------------------------- |
| 1993 | J    | 36 | -   | 18 | -  | 18 | 5 / 10  |                               |
| 1994 | J    | 44 | -   | 29 | -  | 15 | 2 / 12  |                               |
| 1995 | J    | 52 | 67  | 22 | -  | 30 | 10 / 14 |                               |
| 1996 | J    | 30 | 30  | 10 | -  | 20 | 14 / 16 |                               |
| 1997 | J    | 32 | 36  | 13 | -  | 19 | 12 / 17 |                               |
| 1998 | J1   | 34 | 43  | 16 | -  | 18 | 10 / 18 |                               |
| 1999 | J1   | 30 | 48  | 16 | 1  | 13 | 8 / 16  |                               |
| 2000 | J1   | 30 | 37  | 13 | 2  | 15 | 11 / 16 |                               |
| 2001 | J1   | 30 | 37  | 13 | 0  | 17 | 9 / 16  |                               |
| 2002 | J1   | 30 | 26  | 8  | 3  | 19 | 15 / 16 | Nedflyttad till J2            |
| 2003 | J2   | 44 | 86  | 25 | 11 | 8  | 2 / 12  | Uppflyttad till J1            |
| 2004 | J1   | 30 | 31  | 6  | 13 | 11 | 12 / 16 |                               |
| 2005 | J1   | 34 | 50  | 13 | 11 | 10 | 7 / 18  |                               |
| 2006 | J1   | 34 | 45  | 13 | 6  | 15 | 10 / 18 |                               |
| 2007 | J1   | 34 | 34  | 8  | 8  | 18 | 16 / 18 | Nedflyttad till J2 efter kval |
| 2008 | J2   | 47 | 100 | 31 | 7  | 4  | 1 / 15  | Uppflyttad till J1            |
| 2009 | J1   | 34 | 56  | 15 | 11 | 8  | 4 / 18  |                               |
| 2010 | J1   | 34 | 51  | 14 | 9  | 11 | 7 / 18  |                               |
| 2011 | J1   | 34 | 50  | 14 | 8  | 12 | 7 / 18  |                               |
| 2012 | J1   | 34 | 64  | 19 | 7  | 8  | 1 / 18  | Mästare                       |
| 2013 | J1   | 34 | 63  | 19 | 6  | 9  | 1 / 18  | Mästare                       |
| 2014 | J1   | 34 | 50  | 13 | 11 | 10 | 8 / 18  |                               |
| 2015 | J1   | 34 | 74  | 23 | 5  | 6  | 1 / 18  | Mästare                       |
| 2016 | J1   | 34 | 55  | 16 | 7  | 11 | 6 / 18  |                               |

- M: Antal matcher spelade, Po Antal poäng, V Vunna matcher, O Oavgjorda matcher, F Förlorade matcher, Pl Placering i tabellen/antal lag

## Trupp 2022
Aktuel 23 april 2022
| Nr | Land      | Pos | Namn                     |
| -- | --------- | --- | ------------------------ |
| 1  | Japan     | MV  | Takuto Hayashi           |
| 2  | Japan     | F   | Yuki Nogami              |
| 3  | Japan     | F   | Tsukasa Shiotani         |
| 4  | Japan     | F   | Hayato Araki             |
| 6  | Japan     | MF  | Toshihiro Aoyama         |
| 7  | Japan     | A   | Gakuto Notsuda           |
| 9  | Brasilien | A   | Douglas Vieira           |
| 10 | Japan     | MF  | Tsukasa Morishima        |
| 14 | Brasilien | MF  | Ezequiel                 |
| 15 | Japan     | MF  | Tomoya Fujii             |
| 16 | Japan     | MF  | Yuya Asano               |
| 17 | Japan     | MF  | Taishi Matsumoto         |
| 18 | Japan     | MF  | Yoshifumi Kashiwa        |
| 19 | Japan     | F   | Sho Sasaki (kapten)      |
| 20 | Japan     | A   | Ryo Nagai                |
| 21 | Japan     | F   | Jelani Reshaun Sumiyoshi |
| 22 | Japan     | MV  | Goro Kawanami            |

| Nr | Land      | Pos | Namn            |
| -- | --------- | --- | --------------- |
| 23 | Japan     | A   | Shun Ayukawa    |
| 24 | Japan     | MF  | Shunki Higashi  |
| 25 | Japan     | MF  | Yusuke Chajima  |
| 27 | Japan     | MF  | Takumu Kawamura |
| 28 | Japan     | A   | Ryo Tanada      |
| 30 | Japan     | MF  | Kosei Shibasaki |
| 33 | Japan     | F   | Yuta Imazu      |
| 37 | Brasilien | A   | Júnior Santos   |
| 38 | Japan     | MV  | Keisuke Osako   |
| 39 | Japan     | A   | Makoto Mitsuta  |
| 41 | Japan     | MF  | Yoichi Naganuma |
| 44 | Japan     | MF  | Taishi Semba    |

## Tidigare spelare
- Marcus Tulio Tanaka
- Tadanari Lee
- Yuichi Komano
- Yosuke Kashiwagi
- Yukio Shimomura
- Kenzo Ohashi
- Yoshinori Shigematsu
- Takehiko Kawanishi
- Takayuki Kuwata
- Yoshinobu Ishii
- Michihiro Ozawa
- Kazuo Imanishi
- Ikuo Matsumoto
- Junji Kawano
- Tsuyoshi Kunieda
- Yasuyuki Kuwahara
- Teruo Nimura
- Takeshi Ono
- Koji Funamoto
- Aritatsu Ogi
- Atsuyoshi Furuta
- Yoshiichi Watanabe
- Katsuyuki Kawachi
- Satoru Yamagishi
- Yahiro Kazama
- Katsuyoshi Shinto
- Yoshiro Moriyama
- Toshihiro Yamaguchi
- Hajime Moriyasu
- Kazuya Maekawa
- Kentaro Sawada
- Takuya Takagi
- Hiroshige Yanagimoto
- Ryuji Michiki
- Yasuyuki Moriyama
- Norio Omura
- Takashi Shimoda
- Kenichi Uemura
- Chikara Fujimoto
- Kazuyuki Toda
- Shusaku Nishikawa
- Ryota Moriwaki
- Tatsuhiko Kubo
- Hisato Sato
- Yojiro Takahagi
- Kazuhiko Chiba
- Tsukasa Shiotani
- Yusuke Minagawa
- Hiroki Mizumoto
- Tomoaki Makino
- Toshihiro Aoyama
- Takuma Asano
- Tony Popovic
- Aurelio Vidmar
- Graham Arnold
- Hayden Foxe
- Steve Corica
- César Sampaio
- Joubert Araújo Martins
- Ilian Stoyanov
- Michel Pensée
- Tomislav Erceg
- Ivan Hašek
- Pavel Černý
- Davit Mujiri
- John van Loen
- Pieter Huistra
- Tore Pedersen
- Jean-Paul Vonderburg
- Emil Salomonsson
- Serhij Skatjenko
- Dan Calichman
- Oleg Pashinin